# Železná Ruda město
Železná Ruda město – stacja kolejowa w miejscowości Železná Ruda, w kraju pilzneńskim, w Czechach. Położona jest na wysokości 790 m n.p.m.
Na stacji istnieje możliwość zakupu biletów na wszystkiego rodzaju pociągi oraz rezerwacji miejsc. 

## Linie kolejowe
- 183 Plzeň - Klatovy - Železná Ruda-Alžbětín